# 中华结缕草
中华结缕草（学名：Zoysia sinica）是禾本科结缕草属的植物。分布于日本、台湾岛以及中国大陆的江苏、福建、广东、河北、浙江、辽宁、山东、安徽等地，生长于海拔500米的地区，多生在河岸、海边沙滩以及路旁的草丛中。其种加词sinica，意为“中华的”。

## 异名
- Zoysia sinica Hance var. nipponica Ohwi